# Chan al-Basza
Chan al-Basza (arab. خان الباشا، الناصرة; hebr. חאן אל-באשה) – karawanseraj zlokalizowany na Starym Mieście Nazaretu, na północy Izraela.

## Historia

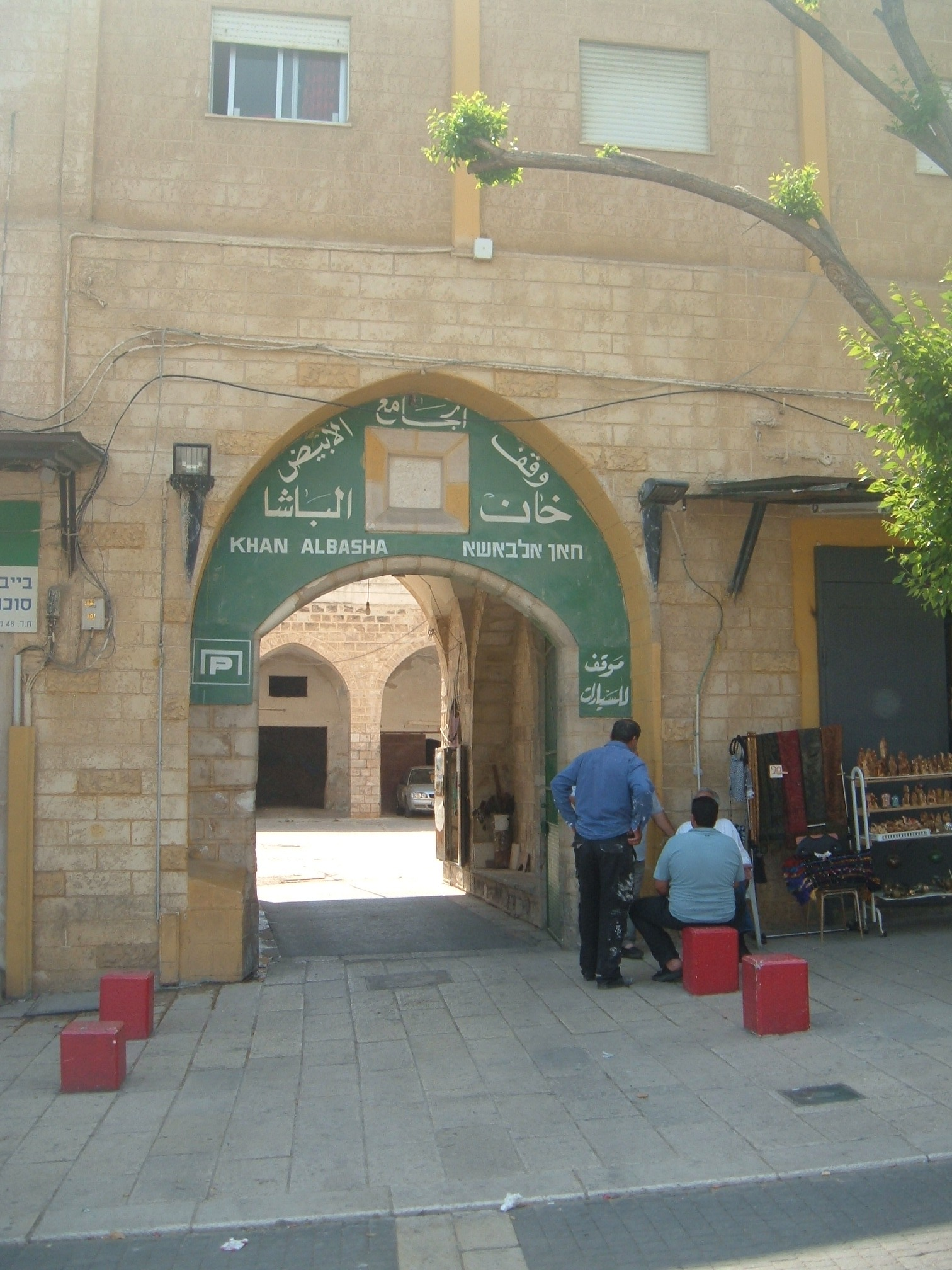
Brama wjazdowa do Chan al-Basza

Miasto Nazaret było ważnym ośrodkiem handlowym Galilei, przez który przebiegały szlaki handlowo-podróżnicze Bliskiego Wschodu. Czynniki te spowodowały, że w mieście wybudowano pięć karawanserajów. Największym i najbardziej imponującym z nich był Chan al-Basza. Data jego powstania nie jest znana. Wiadomo jednak, że został on odnowiony w 1814 roku przez Sulejmana Paszę, na cześć którego został następnie nazwany. Pod koniec XIX wieku dobudowano drugą kondygnację karawanseraja. Mieściła on dziesięć pokoi hotelu Al-Hidżaz. Chan aż do 1918 roku służył jako magazyn towarów, odgrywając także ważną rolę społeczną dla mieszkańców miasta. Przybywający do Nazaretu kupcy zatrzymywali się właśnie tutaj, i to właśnie karawanseraj był miejscem dowiadywania się wiadomości i aktualności ze świata. Wraz z rozwojem nowoczesnych środków transportu i komunikacji, rola tutejszego chanu stopniowo malała. Na początku XX wieku budynek został opuszczony i pogrążał się w ruinę. W latach 70. XX wieku budynek został przekazany wakfowi Białego Meczetu. W budynku urządzono pomieszczenia biurowe na wynajem. Pozyskiwane w ten sposób środki finansowe służą do utrzymania Białego Meczetu. Swoją siedzibę ma tutaj także Stowarzyszenie Nazaretu na rzecz kultury i turystyki.

## Architektura
Chan al-Basza jest dwukondygnacyjnym budynkiem z zabudowanym dziedzińcem wewnętrznym. Na dach prowadzą dwie pary schodów. W przeszłości, w ciepłe letnie noce podróżni spali na dachu chanu.